# Wallstraße 23 (Quedlinburg)

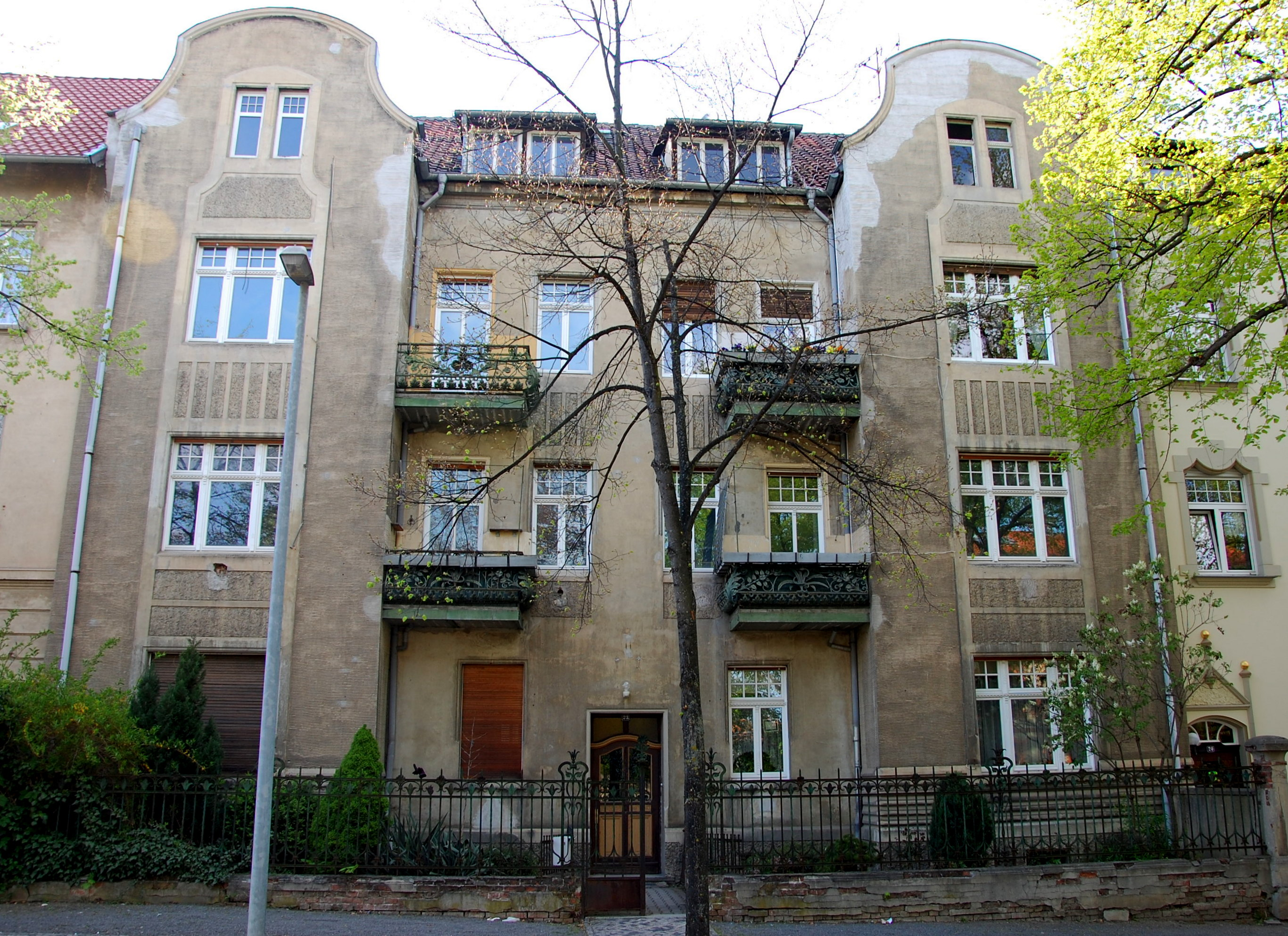
Haus Wallstraße 23

Das Haus Wallstraße 23 ist ein denkmalgeschütztes Gebäude in Quedlinburg in Sachsen-Anhalt. 

## Lage
Es ist im Quedlinburger Denkmalverzeichnis als Wohnhaus eingetragen und befindet sich westlich der historischen Quedlinburger Altstadt auf der Westseite der Wallstraße.

## Architektur und Geschichte
Das dreigeschossige Gebäude wurde im Jahr 1903 im Jugendstil erbaut. Der Entwurf stammte von Albert Lamprecht, der zugleich auch Bauherr war. Die Gliederung der Fassade erfolgt durch unterschiedliche Verputzungen. Balkongitter und Fenster sind im Erscheinungsbild der Bauzeit erhalten.
Der Vorgarten des Hauses ist mit einem schmiedeeisernen Zaun versehen, an dem sich florale Motive befinden.